# زنان در کلمبیا
زنان در کلمبیا (انگلیسی: Women in Colombia) طبق قانون اساسی کلمبیا در سال ۱۹۹۱ از حق استقلال بدنی برخوردارند. رای دادن، تصدی مناصب دولتی؛ برای کار؛ دستمزد منصفانه یا دستمزد برابر؛ داشتن اموال؛ برای دریافت آموزش؛ برای خدمت در ارتش در برخی وظایف، انعقاد قراردادهای حقوقی؛ و داشتن حقوق زناشویی در قانون این کشور قرار دارد. حقوق زنان در کلمبیا از اوایل سده بیستم به تدریج در حال توسعه بوده‌است.

## تاریخچه
نقش زنان در کلمبیا در جنبه‌های نظامی بسیار مهم بوده و عمدتاً به‌عنوان حامی یا جاسوس خدمت می‌کنند، مانند مورد پولیکارپا سالاوریتا که نقش کلیدی در استقلال کلمبیا از امپراتوری اسپانیا داشت. برخی از گروه‌های بومی مانند وایو، جامعه‌ای مادرسالار دارند که در آن نقش زن محوری و مهم‌ترین برای جامعه آنهاست. زنان وابسته به گروه‌های بومی در دوران استعمار به شدت مورد هدف استعمارگران اسپانیایی قرار گرفتند. بسیاری از زنان بومی در معرض بردگی، تجاوز جنسی و از دست دادن هویت فرهنگی خود قرار گرفتند.
در طول دوران استعمار، قرن نوزدهم و تأسیس دوران جمهوری، نقش زنان کلمبیایی در یک جامعه تحت سلطه مردان به خانه‌دار شدن تنزل داده شد. تحصیلات برای زنان محدود به افراد ثروتمند بود و آنها فقط اجازه داشتند تا دوره راهنمایی در صومعه تحت آموزش کاتولیک رومی تحصیل کنند. کنگره کلمبیا در ۱۰ دسامبر ۱۹۳۴ قانونی را ارائه کرد که به زنان حق تحصیل می‌داد. این قانون، مانند هر موضوع مربوط به حقوق زنان در آن زمان، جنجال ایجاد کرد.

## آموزش

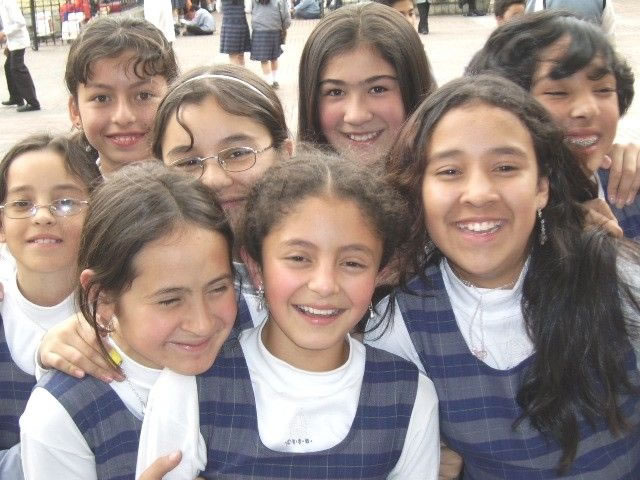
دختران مدرسه ای در کلمبیا

قبل از سال ۱۹۳۳ زنان در کلمبیا فقط تا مقطع متوسطه اجازه تحصیل داشتند. خورخه الیسر گایتان، نماینده لیبرال کنگره، از فرمان شماره ۱۹۷۲ در سال ۱۹۳۳ دفاع کرد که به زنان اجازه می‌داد تحصیلات عالی را دریافت کنند، در حالی که ژرمن آرسینیگاس محافظه کار با آن مخالف بود. این فرمان تصویب شد و توسط دولت لیبرال آلفونسو لوپز پومارجو امضا شد.
دانشگاه ملی کلمبیا اولین مؤسسه آموزش عالی بود که به دانشجویان دختر اجازه تحصیل داد. گردا وستندورپ در ۱ فوریه ۱۹۳۵ برای تحصیل در رشته پزشکی پذیرفته شد. گابریلا پلاز که در سال ۱۹۳۶ به عنوان دانشجو پذیرفته شد و به عنوان وکیل فارغ‌التحصیل شد، اولین زن فارغ‌التحصیل از دانشگاهی در کلمبیا شد. در سال ۱۹۳۶، ماریا کارولا اولین مدرسه کارهای اجتماعی را تحت حمایت دانشگاه بانوی تسبیح تأسیس کرد. پس از این، بسیاری از زنان به دلیل موفقیت‌های تحصیلی، خلاقیت و نظم و انضباط خود، زنان را برابر با مردان می‌دانستند.
در همان زمان، شهروندان شروع به حمایت از ایده شهروندی برای زنان به پیروی از کشورهای دیگر کردند. خشونت مداوم سیاسی، مسائل اجتماعی و مشکلات اقتصادی از موضوعات اصلی مورد مطالعه زنان بود که عمدتاً در زمینه خشونت خانوادگی و روابط زناشویی و نیز کودک آزاری بود.

## حقوق

### حق مالکیت
گروهی از زنان به رهبری جورجینا فلچر با رئیس‌جمهور وقت کلمبیا انریکه اولیا هررا ملاقات کردند تا از او بخواهند از تغییر قانون کلمبیا در مورد حقوق زنان برای اداره املاک حمایت کند. این قانون ley sobre Régimen de Capitulaciones Matrimoniales نام گرفت که بعداً در کنگره در دسامبر ۱۹۳۰ توسط Ofelia Uribe به عنوان اصلاح قانون اساسی پیشنهاد شد.
هدف اصلی این قانون این بود که به زنان اجازه دهد تا اموال خود را اداره کنند همان‌طور که قبلاً انجام می‌شد. این اقدام باعث آزار و اذیت و توطئه علیه گروه زنان شد. جورجینا فلچر به عنوان رهبر گروه تحت تعقیب و انزوا قرار گرفت و سر انجام بار دیگر در سال ۱۹۳۲ در کنگره ارائه شد و به قانون ۲۸ ۱۹۳۲ تصویب شد.

### حق رای
حق رای زنان توسط گوستاوو روجاس پینیلا در سال ۱۹۵۴ اعطا شد، اما ریشه آن در دهه ۱۹۳۰ با مبارزه زنان برای کسب شهروندی کامل آغاز شد. در سال ۱۹۵۷ زنان برای اولین بار در کلمبیا در یک همه‌پرسی رای دادند.